# (8336) Šafařík
(8336) Šafařík – planetoida z grupy pasa głównego asteroid okrążająca Słońce w ciągu 5 lat i 164 dni w średniej odległości 3,09 au. Została odkryta 27 września 1984 roku. Przed nadaniem nazwy planetoida nosiła oznaczenie tymczasowe (8336) 1984 SK1.